# Кальварійське самоврядування
Кальварійське самоврядування (лит. Kalvarijos savivaldybė) — адміністративна одиниця в  Маріямпольському повіті  Литви. Утворене в 2000 році на частині територій Маріямпольского і  Вілкавішкіського районів.

## Населені пункти
- 1 місто — Кальварія;
- 172 села.

## Адміністративний поділ
Поділяється на 4 староства: Акменянське, Кальварійське, Любавське, Сангрудське. 

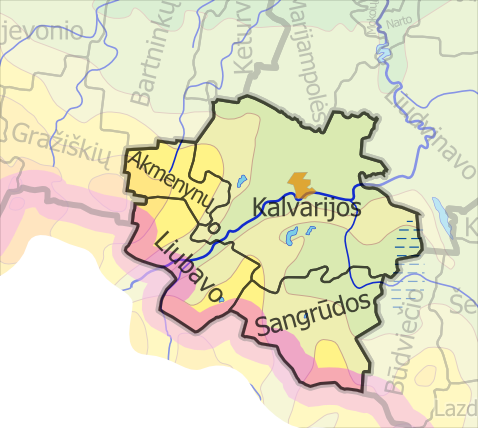
Адміністративний поділ Кальварійського самоврядування

Чисельність населення (2001):
- Кальварія — 5 090
- Юнгенай — 929
- Юсевішяй — 421
- Сангруда — 411
- Мікалаука — 312
- Любавас — 300
- Суснінкай — 275
- Брукан — 269
- Моцкай — 269
- Сеною-Радішке — 258

## Археологія
Добре збережений скелет чоловіка 25-30 років (Turlojiske man) свідчить про заселення цієї території в епоху раннього неоліту представниками  Нарвської культури (Nemunas-Narva culture). У бронзову добу на поселеннях Turlojiske 1 і Turlojiske 4 вирощували просо (вид  Panicum miliaceum ). У чоловіка (RISE59), що жив на території нинішньої Сувальщини приблизно 908—485 років до н. е., була визначена  Y-хромосомна гаплогрупа R1a (субклада R1a1a1-M756).